# Старий Пільчин
Старий Пільчин (пол. Stary Pilczyn) — село в Польщі, у гміні Ласкажев Ґарволінського повіту Мазовецького воєводства.
Населення — 438 осіб (2011).
У 1975-1998 роках село належало до Седлецького воєводства.

## Демографія
Демографічна структура станом на 31 березня 2011 року:
|          | Загалом | Допрацездатний вік | Працездатний вік | Постпрацездатний вік |
| -------- | ------- | ------------------ | ---------------- | -------------------- |
| Чоловіки | 215     | 45                 | 147              | 23                   |
| Жінки    | 223     | 54                 | 118              | 51                   |
| Разом    | 438     | 99                 | 265              | 74                   |